# 亞洲劇台
亞洲劇台（英語：Asian Drama）是香港電視廣播有限公司旗下一條劇集頻道，以播放亞洲劇集為主，並會播放部份佳藝電視劇集和由TVB製作但未曾於香港播放而已於海外發行的劇集。
同公司的類近頻道為華語劇台和精選亞洲劇台。主要競爭對手有香港有線電視的有線劇集台（已停播）、now TV的viu 頻道，而同樣會競爭劇集收費電視播映權的非劇集頻道有香港有線電視的有線第1台（今有線綜合娛樂台）。

## 历史
- 2020年4月6日，亞洲劇台于myTV SUPER 88台正式启播，取代日劇台。
- 2020年7月27日 05:59，亞洲劇台正式停播。
- 2022年4月11日 06:00，亞洲劇台于myTV SUPER 87台正式復播，取代韓劇台。並更改本頻道台徽，恢復廣告時段節目預告和呼號畫面。

## 播放模式
大部份於本台播放的劇集均會配上中文字幕，並會被配上粵語。
由2020年4月6日至今，每天會播出三至四套來自亞洲地區（日本、韓國、中國大陸，以及泰國、台灣）的電視劇集，及部份佳藝電視劇集，並循環播放八次或以上，大部份劇集曾於免費頻道翡翠台、J2播出。
由2021年5月2日至今，偶爾會播出曾於myTV SUPER上架而未曾於免費頻道J2播出的韓國電視劇集，由2023年4月30日起，偶爾會播出曾於myTV SUPER上架而未曾於免費頻道翡翠台及J2播出的亞洲地區電視劇集，這些劇集大部份均不設粵語配音。

## 外部連結
- 官方網站EPG （页面存档备份，存于）（繁體中文）